# Zyta Banecka-Majkutewicz
Zyta Banecka-Majkutewicz – polska lekarka, dr hab. nauk medycznych, starszy wykładowca Katedry Neurologii Wydziału Lekarskiego Gdańskiego Uniwersytetu Medycznego.

## Życiorys
W 1985 ukończyła studia medyczne w Akademii Medycznej w Gdańsku, 1 grudnia 1994 obroniła pracę doktorską Przydatność badań klinicznych i elektrofizjologicznych dla wczesnej diagnostyki uszkodzenia ośrodkowego układu nerwowego u chorych z toczniem rumieniowatym układowym, 18 kwietnia 2019  habilitowała się na podstawie pracy zatytułowanej Białka szoku termicznego i genisteina w udarze niedokrwiennym mózgu. Pracowała w Katedrze Neurologii na Wydziale Lekarskim z Oddziałem Stomatologicznym Akademii Medycznej w Gdańsku.
Piastuje funkcję starszego wykładowcy Katedry Neurologii na Wydziale Lekarskim Gdańskiego Uniwersytetu Medycznego.